# Бартомеу, Жозеп
Жозеп Мария Бартомеу-и-Флорета (кат. Josep Maria Bartomeu i Floreta; род. 6 февраля 1963, Барселона, Испания) — испанский предприниматель в области инженерного дела и инфраструктуры. Занимал пост президента «Барселоны» с 23 января 2014 года по 27 октября 2020 года.

## Детство
Бартомеу родился в Барселоне, однако все детство провел в пригородном городе Виланова-дель-Вальес. Получил образование в области управления предприятиями и степень магистра делового администрирования в ESADE (Высшая школа администрирования и управления предприятиями). Играл в баскетбол на позиции разыгрывающего или атакующего защитника в молодёжных командах «Барселоны» и «Эспаньола», а также в «Мольет» и «Санта-Колома».

## Предпринимательская карьера
Предпринимательская карьера Бартомеу связана в основном с семейным бизнесом. Он является генеральным директором группы компаний ADELTE, которая занимается техническим обеспечением морских портов и аэропортов (специализируется на посадочных полосах). Данная компания уходит корнями в компанию Trabosa, созданную его дедушкой в 1962 году, которая специализируется на строительстве транспортных средств коммерческого назначения. Бартомеу также является партнёром компании EFS, которая занимается техобслуживанием терминалов и электромеханического оборудования.

## «Барселона»

### Член Совета директоров при Жоане Лапорте (2003—2005)
Бартомеу вместе со своим другом Сандро Розелем, с которым он познакомился во время обучения в ESADE, входил в Совет директоров Жоана Лапорты, который победил на президентских выборах в «Барселоне» в 2003 году. В клубе он отвечал за секции баскетбола, гандбола и хоккея, и в первом же сезоне баскетбольная команда «Барселоны» выиграла национальный чемпионат и Суперкубок. В сезоне 2004/05 между Бартомеу и Лапортой возникли разногласия из-за изменений в организации клуба, которые были сделаны президентом и несколькими членами Совета директоров. В марте 2005 года Лапорта освободил Бартомеу от обязанностей после публично выраженного несогласия Бартомеу о назначении Валеро Риверы в качестве генерального директора этих секций и Маноло Флореса на пост главного тренера баскетбольной команды. 

В июне 2005 года Бартомеу вместе с Сандро Росселем и ещё тремя членами Совета директоров подали в отставку в связи с неодобрением манеры управления Лапорты.

### Вице-президент при Сандро Росселе (2010—2014)
После победы Сандро Розеля на президентских выборах в июне 2010 года Жозеп Бартомеу был назначен вице-президентом «Барселоны» по спортивным делам. Он занимал эту должность до января 2014 года, когда Розель был вынужден подать в отставку из-за скандала об уклонении от уплаты налогов при покупке Неймара.

### Президент «Барселоны» (2014—2020)
23 января 2014 года в связи с разгоревшимся скандалом о сокрытии истинной суммы сделки и об уклонении от уплаты налогов при покупке Неймара, Сандро Розель подал в отставку и, в соответствии со статьей 33 Устава клуба, Жозеп Бартомеу стал 40-м президентом «Барселоны». Однако, по делу Неймара и самому Бартомеу прокуратурой Испании предъявлялись обвинения о неуплате налогов и мошенничестве. В ходе судебных слушаний Бартомеу заявил, что не участвовал в процессе переговоров с Неймаром и не имел отношения к подписанию контрактов по этому трансферу. В марте 2016 года с Бартомеу, как и с Розеля были сняты все обвинения.
Несмотря на то, что изначально Бартомеу планировал завершить свой срок правления 30 июня 2016 года, в январе 2015 года он сообщил о проведении президентских выборов в конце сезона 2014/15. 9 июня 2015 года Бартомеу объявил о своей отставке с поста президента клуба, чтобы иметь возможность представить свою кандидатуру на предстоящих президентских выборах. Выборы нового президента «Барселоны» прошли 18 июля 2015 года. Бартомеу был вновь избран президентом каталонского клуба, набрав 54,63 % голосов.
По итогам сезона 2015/2016 «Барселона» получила доход в размере € 608 млн, при этом доходы от маркетинга возросли на 35 %. По итогам сезона 2015/2016 «Барселона» получила доход в размере € 670 млн, а долг клуба сократился на € 40 млн — с € 320 до 280 млн.
27 октября 2020 года подал в отставку.
1 марта 2021 года был арестован в рамках дела «BarçaGate». Бартомеу обвиняли в том, что нанятая им для мониторинга освещения деятельности клуба в социальных сетях аналитическая компания занималась созданием фейк-аккаунтов и распространением в них заведомо недостоверной информации с целью очернить его конкурентов в борьбе за президентский пост и даже некоторых футболистов клуба. 2 марта Бартомеу временно отпустили на свободу.

### Спортивные достижения «Барселоны»
За время, которое Жозеп Бартомеу находится во главе «Барселоны», каталонским клубом были завоёваны следующие трофеи:
- Чемпионат Испании по футболу:

Победитель (4): 2014/2015, 2015/2016, 2017/2018, 2018/2019
- Кубок Испании по футболу:

Победитель (4): 2014/2015, 2015/2016, 2016/2017, 2017/2018.
- Лига чемпионов УЕФА:

Победитель (1): 2014/2015
- Суперкубок УЕФА:

Победитель (1): 2015
- Клубный чемпионат мира по футболу:

Победитель (1): 2015